# Victor Kac
Victor G. Kac (Buguruslan, 19 de dezembro de 1943) é um matemático estadunidense nascido na Rússia.
Recebeu o Prêmio Leroy P. Steele de 2015.